# غابة حماية
غابات الحماية هي غابات تخفف أو تمنع تأثير المخاطر الطبيعية، بما في ذلك الانهيارات الصخرية أو الانهيارات الثلجية أو التآكل أو الانهيارات الأرضية أو تدفق الحطام أو الفيضانات على الأشخاص وأصولهم في المناطق الجبلية. تعمل هذه الغابات كمناطق عازلة، وتقع بين المناطق المعرضة للمخاطر (مثل المنحدرات الصخرية غير المستقرة أو مناطق إطلاق الانهيارات الجليدية) والأصول المعرضة للخطر. في جبال الألب، تعتبر غابات الحماية بشكل متزايد مساوية لتدابير التخفيف الهندسية ضد المخاطر الطبيعية.
تسمى غابات الحماية في الفرنسية والألمانية والإيطالية والسلوفينية على التوالي: Forêt de Protection، Schutzwald، Foreste di Protezione، varovalni gozdovi، وتتمثل وظيفتها الأساسية في الحفاظ على سلامة التربة ومنع التآكل أو فقدان التربة بسبب الرياح.